# 周易上経三十卦の一覧
易上経三十卦の一覧では『易経』に記載された六十四卦のうち上経にある30卦を総覧する。下経の34卦については周易下経三十四卦の一覧を参照。
| 1.乾    | 2.坤  | 3.屯    | 4.蒙    | 5.需    | 6.訟    | 7.師  | 8.比    | 9.小畜 | 10.履 |
| 11.泰   | 12.否 | 13.同人 | 14.大有 | 15.謙   | 16.豫   | 17.随 | 18.蠱   | 19.臨  | 20.観 |
| 21.噬嗑 | 22.賁 | 23.剥   | 24.復   | 25.无妄 | 26.大畜 | 27.頤 | 28.大過 | 29.坎  | 30.離 |

## 卦名次序歌訣
| 乾坤屯蒙需訟師，比小畜兮履泰否； |
| 同人大有謙豫隨，蠱臨觀兮噬嗑賁； |
| 剝復無妄大畜頤，大過坎離三十備。 |
| 咸恆遯兮及大壯，晉與明夷家人睽； |
| 蹇解損益夬姤萃，升困井革鼎震繼； |
| 艮漸歸妹豐旅巽，兌渙節兮中孚至； |
| 小過既濟兼未濟，是為下經三十四。 |

- 出處：朱熹．《周易本義〈卦名次序歌〉》

## 乾
乾（けん、qián）は六十四卦の第1番の卦。上下ともに乾で構成され、すべての爻が陽。通称「乾為天」。 四月に配される。天の表象であるが、天は目に見える形のことで、乾はその働きであると『周易正義』は説く。六十四卦の最初にこの卦が置かれ、その次に地を示す坤が置かれるのは、序卦伝において「天地あり。然る後、万物生ず」とされる。繋辞伝ではまず「元亨利貞」(おおいにとおりてただしきによろし)
とされている。

### 原文
乾、元亨。利貞。
- 初九、潜龍。勿用。
- 九二、見龍在田。利見大人。
- 九三、君子終日乾乾、夕惕若。厲无咎。
- 九四、或躍在淵。无咎。
- 九五、飛龍在天。利見大人。
- 上九、亢龍有悔。
- 用九、見群龍无首。吉。

## 坤
坤（こん、kūn）は六十四卦の第2番目の卦。上下ともに坤で構成され、すべての爻が陰である。通称「坤為地」。十月に配される。地の表象であり、天である乾とともに万物を生成する。 

### 原文
坤、元亨。利牝馬之貞。君子有攸往、先迷、後得主利。西南得朋、東北喪朋。安貞吉。
- 初六、履霜堅冰至。
- 六二、直方大、不習无不利。
- 六三、含章可貞。或従王事、无成有終。
- 六四、括嚢、无咎无誉。
- 六五、黄裳、元吉。
- 上六、龍戦于野。其血玄黄。
- 用六、利永貞。

## 屯
屯（ちゅん、chún）は六十四卦の第3番目の卦。内卦（下）が震、外卦（上）が坎で構成される。通称「水雷屯」。
序卦伝には、天地があって後、万物が生じ、天地の間に盈（み）ちるのは万物のみであるため屯でこれを受ける、とあり、屯とは「盈」「物の始めて生ず」であるとされる。

### 原文
屯、元亨。利貞。勿用有攸往。利建侯。
- 初九、磐桓。利居貞。利建侯。
- 六二、屯如、邅如、乗馬班如。匪寇婚媾。女子貞不字、十年乃字。
- 六三、即鹿无虞。惟入于林中。君子幾不知舎。往吝。
- 六四、乗馬班如。求婚媾、往吉无不利。
- 九五、屯其膏。小貞吉、大貞凶。
- 上六、乗馬班如。泣血漣如。

## 蒙
蒙（もう、méng）は六十四卦の第4番目の卦。内卦（下）が坎、外卦（上）が艮で構成される。通称「山水蒙」。序卦伝によると、蒙とは「蒙（おろか）」「物の稚（おさな）き」であり、物が生じた当初は蒙昧であるため、屯の次に置かれるという。

### 原文
蒙、亨。匪我求童蒙、童蒙求我。初筮告。再三瀆。瀆則不告。利貞。
- 初六、発蒙。利用刑人。用説桎梏、以往吝。
- 九二、包蒙、吉。納婦、吉。子克家。
- 六三、勿用取女。見金夫、不有躬、无攸利。
- 六四、困蒙。吝。
- 六五、童蒙、吉。
- 上九、撃蒙。不利為寇、利禦寇。

## 需
需（じゅ、xū）は六十四卦の第5番目の卦。内卦（下）が乾、外卦（上）が坎で構成される。通称「水天需」。序卦伝によると、需とは「飲食の道」であり、物が幼いときは養わなければならないので、蒙の次に置かれるという。また彖伝では需とは「須（まつ）」であると説く。

### 原文
需、有孚。光亨。貞吉。利渉大川。
- 初九、需于郊。利用恒。无咎。
- 九二、需于沙。小有言、終吉。
- 九三、需于泥。致寇至。
- 六四、需于血。出自穴。
- 九五、需于酒食。貞吉。
- 上六、入于穴。有不速之客三人来。敬之終吉。

## 訟
訟（しょう、sòng）は六十四卦の第6番目の卦。内卦（下）が坎、外卦（上）が乾で構成される。通称「天水訟」。序卦伝によると、訟とは「訟（うったえる・あらそう）」であり、飲食にはあらそいがつきまとうので、需の次に置かれるという。

### 原文
訟、有孚、窒、惕、中吉、終凶。利見大人。不利渉大川。
- 初六、不永所事、小有言、終吉。
- 九二、不克訟。帰而逋。其邑人三百戸、无眚。
- 六三、食旧徳。貞厲終吉。或従王事、无成。
- 九四、不克訟。復即命、渝、安貞吉。
- 九五、訟、元吉。
- 上九、或錫之鞶帯、終朝三褫之。

## 師
師（し、shī）は六十四卦の第7番目の卦。内卦（下）が坎、外卦（上）が坤で構成される。通称「地水師」。師は軍隊の意味であり、序卦伝によると、あらそいがあると大衆が立ち上がるので、訟の次に置かれるという。

### 原文
師、貞。丈人吉。无咎。
- 初六、師出以律。否臧凶。
- 九二、在師中。吉。无咎。王三錫命。
- 六三、師或輿尸。凶。
- 六四、師左次。无咎。
- 六五、田有禽、利執言。无咎。長子帥師、弟子輿尸。貞凶。
- 上六、大君有命。開国承家。小人勿用。

## 比
比（ひ、bǐ）は六十四卦の第8番目の卦。内卦（下）が坤、外卦（上）が坎で構成される。通称「水地比」。比は「したしむ」の意味であり、序卦伝には大衆すなわち人と人は親しむので、師の次に置かれるという。

### 原文
比、吉。原筮、元永貞、无咎。不寧方来。後夫凶。
- 初六、有孚比之、无咎。有孚盈缶、終来有它。吉。
- 六二、比之自内。貞吉。
- 六三、比之匪人。
- 六四、外比之。貞吉。
- 九五、顕比。王用三駆失前禽。邑人不誡。吉。
- 上六、比之无首。凶。

## 小畜
小畜（しょうちく、xiǎoxù）は六十四卦の第9番目の卦。内卦（下）が坤、外卦（上）が坎で構成される。通称「風天小畜」。畜は「蓄」の古字で「あつめる」「とどめる」の意味であり、序卦伝には人と人が親しむとあつまるので、比の次に置かれるという。

### 原文
小畜、亨。密雲不雨。自我西郊。
- 初九、復自道。何其咎。吉。
- 九二、牽復。吉。
- 九三、輿説輹。夫妻反目。
- 六四、有孚。血去惕出。无咎。
- 九五、有孚攣如。富以其隣。
- 上九、即雨即処。尚徳載。婦貞厲。月幾望、君子征凶。

## 履
履（り、lǚ）は六十四卦の第10番目の卦。内卦（下）が兌、外卦（上）が乾で構成される。通称「天沢履」。履は「ふむ」の意味であるが、序卦伝では履は「礼」であるとし、物があつまると礼ができるため、小畜の次に置かれるという。

### 原文
履虎尾不咥人。亨。
- 初九、素履。往无咎。
- 九二、履道坦坦。幽人貞吉。
- 六三、眇能視、跛能履。履虎尾咥人。凶。武人為于大君。
- 九四、履虎尾。愬愬終吉。
- 九五、夬履。貞厲。
- 上九、視履考祥。其旋元吉。

## 泰
泰（たい、tài）は六十四卦の第11番目の卦。内卦（下）が乾、外卦（上）が坤で構成される。通称「地天泰」。一月に配される。泰は「通じる」の意味とされる。序卦伝には履むことで安定を得るため履の次に置かれるという。上に陰柔の坤、下に陽剛の乾があり天地の気が交わる。安定した姿の象徴で易占のロゴマークとして国内で使われている。

### 原文
泰、小往大来。吉。亨。
- 初九、抜茅茹。以其彙。征吉。
- 九二、包荒、用馮河、不遐遺、朋亡、得尚于中行。
- 九三、无平不陂、无往不復。艱貞无咎。勿恤其孚。于食有福。
- 六四、翩翩。不富以其隣。不戒以孚。
- 六五、帝乙帰妹。以祉元吉。
- 上六、城復于隍。勿用師。自邑告命。貞吝。

## 否
否（ひ、pǐ）は六十四卦の第12番目の卦。内卦（下）が坤、外卦（上）が乾で構成される。通称「天地否」。七月に配される。否は「塞がる」の意味である。否字の音は否定の意味ではfouの三声、閉塞の意味ではpiの三声であるが、日本漢字音では同様に「ヒ」である。序卦伝には物は通じるばかりでなく塞がるので泰の次に置かれるという。

### 原文
否之匪人。不利君子貞。大往小来。
- 初六、抜茅茹。以其彙。貞吉。亨。
- 六二、包承。小人吉、大人否。亨。
- 六三、包羞。
- 九四、有命无咎。疇離祉。
- 九五、休否。大人吉。其亡其亡、繋于苞桑。
- 上九、傾否。先否後喜。

## 同人
同人（どうじん、tóngrén）は六十四卦の第13番目の卦。内卦（下）が離、外卦（上）が乾で構成される。通称「天火同人」。同人は「人を同じくす」であり、同は会同・協同の意味である。序卦伝には物は塞がるばかりではないので否の次に置かれるという。

### 原文
同人于野。亨。利渉大川。利君子貞。
- 初九、同人于門。无咎。
- 六二、同人于宗。吝。
- 九三、伏戎于莽、升其高陵。三歳不興。
- 九四、乗其墉、弗克攻。吉。
- 九五、同人、先号咷而後笑。大師克相遇。
- 上九、同人于郊。无悔。

## 大有
大有（だいゆう、dàyǒu）は六十四卦の第14番目の卦。内卦（下）が、外卦（上）が乾、離で構成される。通称「火天大有」。大有は大いなる所有の意味であり、序卦伝は人を協同すれば物はそこに帰属するので同人の次に置かれるという。

### 原文
大有、元亨。
- 初九、无交害。匪咎。艱則无咎。
- 九二、大車以載。有攸往。无咎。
- 九三、公用亨于天子。小人弗克。
- 九四、匪其彭。无咎。
- 六五、厥孚交如。威如。吉。
- 上九、自天祐之。吉无不利。

## 謙
謙（けん、qiān）は六十四卦の第15番目の卦。内卦（下）が艮、外卦（上）が坤で構成される。通称「地山謙」。謙は謙遜の意味。

### 原文
謙、亨。君子有終。
- 初六、謙謙君子、用渉大川。吉。
- 六二、鳴謙、貞吉。
- 九三、労謙、君子有終。吉。
- 六四、无不利。撝謙。
- 六五、不富以其隣。利用侵伐。无不利。
- 上六、鳴謙。利用行師征邑国。

## 豫
豫（よ、yù）は六十四卦の第16番目の卦。内卦（下）が坤、外卦（上）が震で構成される。通称「雷地豫」。豫は「よろこぶ」の意味。

### 原文
豫、利建侯行師。
- 初六、鳴豫。凶。
- 六二、介于石。不終日。貞吉。
- 六三、盱豫。悔。遅有悔。
- 九四、由豫。大有得。勿疑。朋盍簪。
- 六五、貞疾、恒不死。
- 上六、冥豫。成有渝、无咎。

## 随
随（ずい、suí、旧字体:隨）は六十四卦の第17番目の卦。内卦（下）が震、外卦（上）が兌で構成される。通称「沢雷随」。随は「したがう」の意味。

### 原文
随、元亨。利貞。无咎。
- 初九、官有渝、貞吉。出門交有功。
- 六二、繋小子、失丈夫。
- 六三、繋丈夫、失小子。随有求得。利居貞。
- 九四、随有獲。貞凶。有孚、在道以明、何咎。
- 九五、孚于嘉。吉。
- 上六、拘繋之、乃従維之。王用亨于西山。

## 蠱
蠱（こ、gǔ）は六十四卦の第18番目の卦。内卦（下）が巽、外卦（上）が艮で構成される。通称「山風蠱」。

### 原文
蠱、元亨。利渉大川。先甲三日、後甲三日。
- 初六、干父之蠱。有子、考无咎。厲終吉。
- 九二、干母之蠱。不可貞。
- 九三、干父之蠱。小有悔、无大咎。
- 六四、裕父之蠱。往見吝。
- 六五、干父之蠱、用誉。
- 上九、不事王侯。高尚其事。

## 臨
臨（りん、lín）は六十四卦の第19番目の卦。内卦（下）が兌、外卦（上）が坤で構成される。通称「地沢臨」。十二月に配される。

### 原文
臨、元亨。利貞。至于八月有凶。
- 初九、咸臨。貞吉。
- 九二、咸臨。吉无不利。
- 六三、甘臨。无攸利。即憂之无咎。
- 六四、至臨。无咎。
- 六五、知臨。大君之宜。吉。
- 上六、敦臨。吉无咎。

## 観
観（かん、guān、旧字体:觀）は六十四卦の第20番目の卦。内卦（下）が坤、外卦（上）が巽で構成される。通称「風地観」。八月に配される。

### 原文
観、盥而不薦。有孚顒若。
- 初六、童観。小人无咎。君子吝。
- 六二、闚観。利女貞。
- 六三、観我生、進退。
- 六四、観国之光。利用賓于王。
- 九五、観我生。君子无咎。
- 上九、観其生。君子无咎。

## 噬嗑
噬嗑（ぜいごう、shìkè）は六十四卦の第21番目の卦。内卦（下）が震、外卦（上）が離で構成される。通称「火雷噬嗑」。

### 原文
噬嗑、亨。利用獄。
- 初九、屨校滅趾。无咎。
- 六二、噬膚滅鼻。无咎。
- 六三、噬腊肉、遇毒。小吝。无咎。
- 九四、噬乾胏、得金矢。利艱貞。吉。
- 六五、噬乾肉、得黄金。貞厲。无咎。
- 上九、何校滅耳。凶。

## 賁
賁（ひ、bì）は六十四卦の第22番目の卦。内卦（下）が離、外卦（上）が艮で構成される。通称「山火賁」。

### 原文
賁、亨。小利有攸往。
- 初九、賁其趾。舎車而徒。
- 六二、賁其須。
- 九三、賁如、濡如。永貞吉。
- 六四、賁如、皤如。白馬翰如。匪寇婚媾。
- 六五、賁于丘園。束帛戔戔。吝終吉。
- 上九、白賁。无咎。

## 剥
剥（はく、bō、旧字体:剝）は六十四卦の第23番目の卦。内卦（下）が坤、外卦（上）が艮で構成される。通称「山地剥」。九月に配される。

### 原文
剥、不利有攸往。
- 初六、剥牀以足。蔑貞。凶。
- 六二、剥牀以辨。蔑貞。凶。
- 六三、剥之。无咎。
- 六四、剥牀以膚。凶。
- 六五、貫魚、以宮人寵。无不利。
- 上九、碩果不食。君子得輿、小人剥廬。

## 復
復（ふく、fù）は六十四卦の第24番目の卦。内卦（下）が震、外卦（上）が坤で構成される。通称「地雷復」。十一月に配される。
純陰坤の下に一陽が現れるので時期は冬至の一陽来復を表す。これからの発達を待つ時期である。

### 原文
復、亨。出入无疾、朋来无咎。反復其道、七日来復。利有攸往。
- 初九、不遠復。无祇悔。元吉。
- 六二、休復。吉。
- 六三、復頻。厲无咎。
- 六四、中行独復。
- 六五、敦復。无悔。
- 上六、迷復、凶。有災眚。用行師、終有大敗、以其国君、凶。至于十年不克征。

## 无妄
无妄（むぼう、wúwàng）は六十四卦の第25番目の卦。内卦（下）が震、外卦（上）が乾で構成される。通称「天雷无妄」。

### 原文
无妄、元亨。利貞。其匪正有眚。不利有攸往。
- 初九、无妄。往吉。
- 六二、不耕穫、不菑畬、則利有攸往。
- 六三、无妄之災。或繋之牛。行人之得、邑人之災。
- 九四、可貞。无咎。
- 九五、无妄之疾。勿薬有喜。
- 上九、无妄。行有眚。无攸利。

## 大畜
大畜（だいちく、dàxù）は六十四卦の第26番目の卦。内卦（下）が乾、外卦（上）が艮で構成される。通称「山天大畜」。

### 原文
大畜、利貞。不家食吉。利渉大川。
- 初九、有厲。利已。
- 九二、輿説輹。
- 九三、良馬逐。利艱貞。日閑輿衛。利有攸往。
- 六四、童牛之牿。元吉。
- 六五、豶豕之牙。吉。
- 上九、何天之衢。亨。

## 頤
頤（い、yí）は六十四卦の第27番目の卦。内卦（下）が震、外卦（上）が艮で構成される。通称「山雷頤」。

### 原文
頤、貞吉。観頤自求口実。
- 初九、舎爾霊亀、観我朶頤。凶。
- 六二、顛頤、払経于丘頤。征凶。
- 六三、払頤。貞凶。十年勿用。无攸利。
- 六四、顛頤。吉。虎視眈眈、其欲逐逐、无咎。
- 六五、払経。居貞吉。不可渉大川。
- 上九、由頤。厲吉。利渉大川。

## 大過
大過（たいか、dàguò）は六十四卦の第28番目の卦。内卦（下）が巽、外卦（上）が兌で構成される。通称「沢風大過」。

### 原文
大過、棟橈。利有攸往。亨。
- 初六。藉用白茅。无咎。
- 九二。枯楊生稊、老夫得其女妻。无不利。
- 九三。棟橈。凶。
- 九四。棟隆。吉。有它吝。
- 九五。枯楊生華、老婦得其士夫。无咎无誉。
- 上六。過渉滅頂。凶。无咎。

## 坎
坎（かん、kǎn）は六十四卦の第29番目の卦。上下ともに坎で構成される。通称「坎為水」。もっとも困難・重病を覚悟する占断である。

### 原文
習坎、有孚、維心亨。行有尚。
- 初六、習坎、入于坎窞。凶。
- 九二、坎有険。求小得。
- 六三、来之坎坎。険且枕。入于坎窞。勿用。
- 六四、樽酒簋貮、用缶。納約自牖。終无咎。
- 九五、坎不盈。祇既平、无咎。
- 上六、繋用徽纆、寘于叢棘。三歳不得。凶。

## 離
離（り、lí）は六十四卦の第30番目の卦。上下ともに離で構成される。通称「離為火」。

### 原文
離利貞。亨。畜牝牛。吉。
- 初九、履錯然。敬之无咎。
- 六二、黄離、元吉。
- 九三、日昃之離。不鼓缶而歌、則大耋之嗟。凶。
- 九四、突如其来如。焚如。死如、棄如。
- 六五、出涕沱若。戚嗟若。吉。
- 上九、王用出征。有嘉折首。獲匪其醜、无咎。